# ليزا أينسورث
إليزابيث آننا أينسورث المعروفة علمياً ليزا أينسورث (بالإنجليزية: Lisa Ainsworth)‏ هي عالمة أحياء جزيئية تعمل في دائرة البحوث الزراعية (ARS) التابعة لوزارة الزراعة الأمريكية. وهي عضو في الجمعية الأمريكية لتقدم العلوم، وهي حاصلة على الجائزة الرئاسية لعام 2018 من جمعية علوم المحاصيل الأمريكية. حالياً هي أحد أعضاء مجلس التحرير في مجلة نبات وخلية وبيئة. تم اختيارها بواسطة مؤسسة كلاريفيت أناليتكس بقائمة أقوى المؤثرين خلال الأعوام (2016، 2017، 2018).

## نشأتها وتعليمها
نشأت ليزا في بلدة صغيرة في إلينوي، وعملت في حقول الذرة الشاسعة. حصلت على درجة البكالوريوس من جامعة كاليفورنيا. سلطت اهتماماتها على دراسة البيئة، وقضت سنتان دراسيتان في إكمال العمل الميداني في تايلند. أول دراساتها كانت على عملية البناء الضوئي في النبات، وكرست دراساتها البحثية عن هذا الموضوع في علم الأحياء. خلال تقديمها لرسالة الدكتوراه أشرف عليها عالم الأحياء ستيفين لونغ من جامعة إلينوي في إربانا-شامبين. ثم التحقت في مركز أبحاث يوليش في ألمانيا لتنفيذ بعض المشاريع البحثية.

## أهم الأوراق العلمية
- Ainsworth، Elizabeth A.(2004)."What have we learned from 15 years of free‐air CO2 enrichment (FACE)? A meta‐analytic review of the responses of photosynthesis, canopy properties and plant production to rising CO2".
- Ainsworth، Elizabeth A.(2004)."Rising atmospheric carbon dioxide: plants FACE the future".
- Ainsworth، Elizabeth A.(2007)."The response of photosynthesis and stomatal conductance to rising CO2: mechanisms and environmental interactions".